# Gespenster (Turgenew)

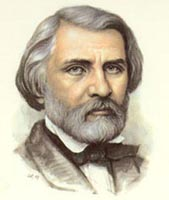
Iwan Turgenew im Jahr 1859

Gespenster, auch Erscheinungen, Phantome oder Visionen (russisch Призраки, Prisraki), ist eine phantastische Novelle des russischen Schriftstellers Iwan Turgenew, die im Sommer 1863 vollendet wurde und 1864 im Märzheft der Sankt Petersburger Zeitschrift Epocha erschien. Friedrich von Bodenstedts Übertragung ins Deutsche kam 1865 unter dem Titel Erscheinungen in der Rieger’schen Universitäts-Buchhandlung München heraus. 1866 wurde Mérimées Übertragung ins Französische unter dem Titel Apparitions in der Pariser Revue des Deux Mondes abgedruckt.

## Überblick
Des Abends begibt sich der Ich-Erzähler, ein russischer Edelmann und Gutsbesitzer, immer einmal an den Waldrand zur alten Eiche, wird dort von Ellis, dem durchsichtigen Geist einer Frau, mit beiden Armen umfangen und in Luftreisen zu verschiedenen Jahrhunderten durch gewisse europäische Orte getragen.
Das Gespenst Ellis kommt immer wieder zu dem Russen, weil es ihn angeblich liebt. Nach einiger Flugerfahrung will der Gutsbesitzer mit Ellis Schluss machen, denn im Fluge „pocht das Herz so eigen“ und ihm ist, „als sauge jemand daran“. Wenn nun Ellis im Fluge sein Blut trinkt? Gleichviel – der Edelmann geht immer wieder zu der Eiche hin, fliegt nachts und kehrt morgens auf sein Gut zurück. Dabei sprechen die Zeichen mit der Zeit für sich: Ellis ist schließlich nicht mehr richtig durchsichtig, sondern bekommt Farbe. Von der Liebe zu dem Edelmann ist bald keine Rede mehr. Gleichgültig fliegt Ellis den Gutsbesitzer weiter von Ort zu Ort. Als er im Fluge ein grauenvolles Abbild des Todes erblickt, passiert es. Ellis überschlägt sich in der Luft und stürzt mit dem Gutsherren ab. Die Gescheiterte kommentiert ihren Sturz: Vergeblich habe sie neues Leben aufspeichern wollen.
Nun ist sich der Ich-Erzähler sicher: Ellis ist kein Gespenst mehr. Denn eine junge Frau liegt mit gelöstem dichten Haar neben ihm auf der Erde. Nach der Umarmung der beiden Leiber verabschiedet sich Ellis und geht für immer. Der Erzähler macht sich auf den Heimweg. Fortan schmerzt seine Brust, er hustet, kann nicht schlafen und siecht voller Selbstekel dahin. Der Arzt diagnostiziert Anämie.

## Luftfahrten
In Ellis’ „gar nicht russischem Gesicht“ bemerkt der Erzähler „ein süßes, verschwiegenes Lächeln“. Vom zweiten Flugtag an fürchtet er sich nicht mehr vor ihr und will wissen, wer sie ist. Ellis schweigt sich im nächtlichen Fluge aus. Andere Gespenster tauchen gelegentlich auf:
| Kapitel | Reiseziel(e)                                               | andere Gespenster                               |
| ------- | ---------------------------------------------------------- | ----------------------------------------------- |
| 4       | Insel Wight                                                |                                                 |
| 11, 13  | Rom                                                        | Julius Caesar                                   |
| 15, 16  | Wolga                                                      | Stepan Rasin                                    |
| 18, 19  | Boulevard des Italiens, St-Roch                            | Fürst Kulmametow und sein Freund Serge Waraksin |
| 20      | Schwetzinger Park, Schwarzwald                             |                                                 |
| 22      | Peter-und-Paul-Festung, Alexandersäule, Newa, Schlossplatz |                                                 |

## Rezeption
Toporow zufolge ist die Geschichte autobiografisch, und das Bild einer Frau mit den Zügen eines Vogels und eines Vampirs ist von  Pauline Viardot inspiriert:

«При всей осторожности и допущении иных возможных толкований этой истории, рассказанной в ‚Призраках‘ […] можно полагать, что перед нами здесь едва ли не наиболее точное и полное описание ситуации Тургенева, одержимого любовью, цена которой – жизнь.»

„Bei aller Vorsicht und Annahme anderer möglicher Interpretationen dieser in ‚Gespenster‘ erzählten Geschichte […] können wir glauben, dass wir hier fast die genaueste und vollständigste Beschreibung der Situation Turgenjews haben, der von der Liebe besessen ist, deren Preis – das Leben ist.“

In psychoanalytischer Interpretation wird diese Geschichte als eine Gegenüberstellung der Tendenzen von Libido und Thanatos gelesen.

## Deutschsprachige Ausgaben
- Gespenster. In: Iwan Turgénjew: Gesammelte Werke. Band 2: Erzählungen. Math. Rieger’sche Universitäts-Buchhandlung, München 1865, S. 1–69 (Scan – HathiTrust).
- Visionen und andere phantastische Erzählungen.Deutsch von Alexander Eliasberg. Gustav Kiepenheuer Verlag, Weimar 1917 (Volltext im Projekt Gutenberg-DE).

Verwendete Ausgabe:
- Gespenster. Eine Phantasie. In: Iwan Turgenew: Gesammelte Werke. Band 5: Novellen. Hrsg. und aus dem Russischen übertragen von Johannes von Guenther. Aufbau-Verlag, Berlin 1952, DNB 455129320, S. 223–262.